# Jade Moore
Jade Moore (Worksop, Nottinghamshire, Inglaterra, 22 de octubre de 1990) es un futbolista inglesa. Juega de centrocampista y su equipo actual es el Orlando Pride de la NWSL de Estados Unidos. Es internacional con la Selección de Inglaterra desde 2012.

## Trayectoria

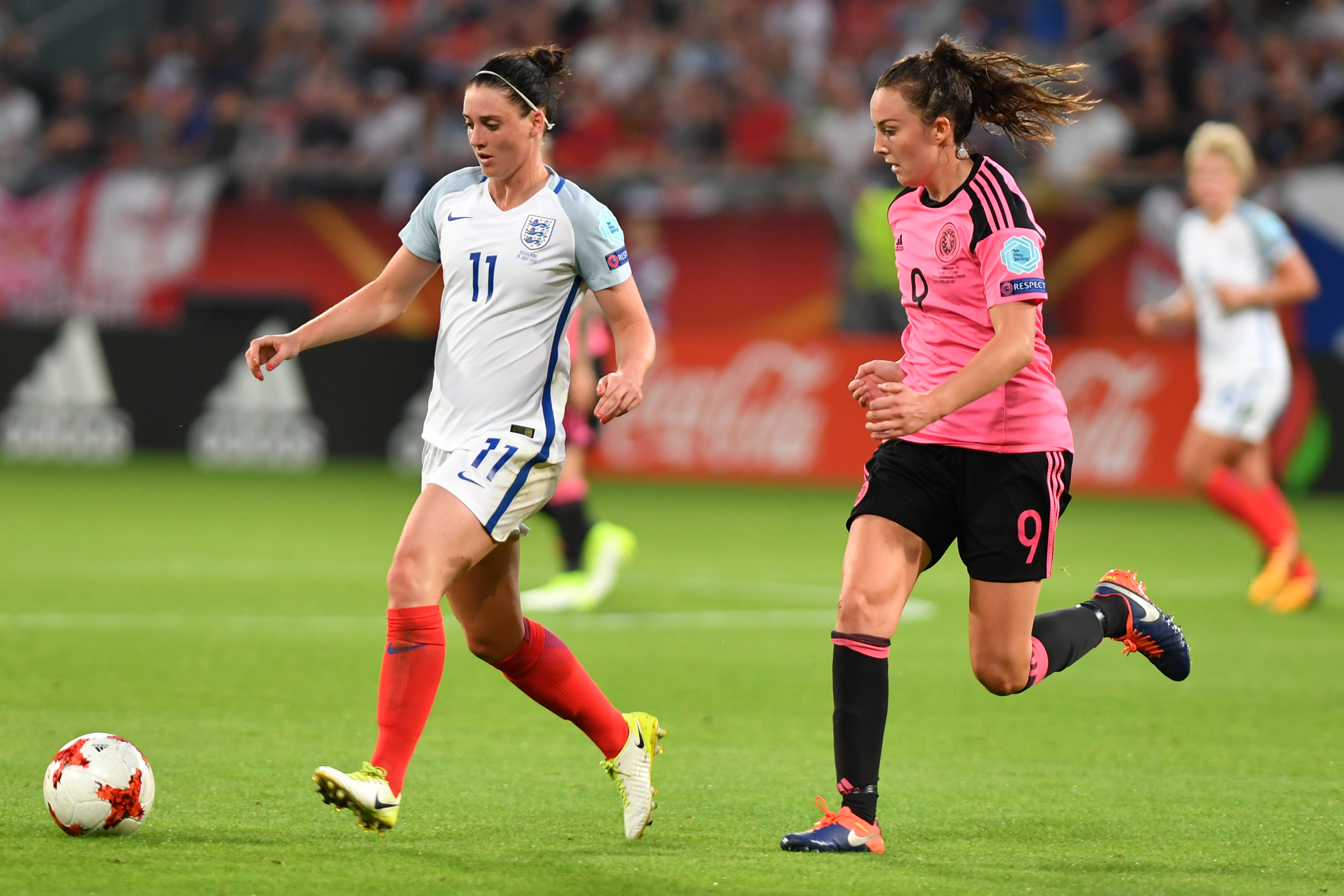
Inglaterra vs EscociaUEFA Women's Euro 2017

Moore debutó en el Lincoln City en 2005 tras formarse en el Doncaster Rovers Belles. Permaneció dos temporadas en el Notts County antes de fichar por el Leeds United en 2007. Con el Leeds ganó una FA Women's National League Cup en 2010 y logró el subcampeonato de la FA Cup en 2007. En 2011 fichó por el Birmingham City, con el que ganó la FA Cup en 2012. En 2016 dejó el club y se unió al Notts County, con el que jugó la temporada de transición de 2016, pero no llegó a jugar la liga en 2017 con su nuevo club, ya que éste se retiró de la competición dos días antes del inicio. Moore fichó por el Reading, con el que jugó durante tres temporadas. En abril de 2020 fichó por el Orlando Pride, con el que no llegó a jugar en la Challenge Cup debido a que el club tuvo que retirarse de la competición al tener varios casos de Covid-19 en el equipo. El 18 de agosto de 2020 se anunció su cesión hasta febrero de 2021 al Atlético de Madrid. Debutó con el equipo colchonero el 21 de agosto con derrota por 1-0 ante el F. C. Barcelona en los cuartos de final de la Liga de Campeones. Jugó 11 partidos de liga y dos de Liga de Campeones hasta finalizar su cesión el 20 de diciembre.

## Selección nacional
Debutó con 15 años en la selección inglesa sub-17 y ha representado a su país en las categorías sub-19, sub-20 y sub-23. Disputó los Mundiales Sub-20 de 2008 y Copa Mundial Femenina de Fútbol Sub-20 de 2010, y el Campeonato Europeo sub-19 de 2009, en el que se proclamaron campeonas.
Fue convocada por la selección absoluta por primera vez en 2011, y debutó el 28 de febrero de 2012 en la Copa Chipre ante Finlandia. Marcó su primer gol en el partido por el tercer puesto de dicho torneo ante Italia el 6 de marzo. Fue convocada para disputar la Eurocopa de 2013, en la que no llegó a jugar. En 2015 jugó el Mundial, logrando la medalla de bronce. También fue parte de la selección inglesa en la Eurocopa de 2017 y el Mundial de 2019.

### Participaciones en Copas del Mundo
| Mundial                | Sede     | Resultado        | Partidos | Goles |
| ---------------------- | -------- | ---------------- | -------- | ----- |
| Mundial Sub-20 de 2008 | Chile    | Cuartos de final | 3        | 0     |
| Mundial Sub-20 de 2010 | Alemania | Fase de grupos   | 3        | 0     |
| Mundial de 2015        | Canadá   | Tercer puesto    | 6        | 0     |
| Mundial de 2019        | Francia  | Cuarto puesto    | 4        | 0     |

### Participaciones en Eurocopas
| Copa                              | Sede         | Resultado    | Partidos | Goles |
| --------------------------------- | ------------ | ------------ | -------- | ----- |
| Campeonato Europeo Sub-19 de 2007 | Islandia     | Finalista    | 1        | 0     |
| Campeonato Europeo Sub-19 de 2008 | Francia      | Primera fase | 2        | 0     |
| Campeonato Europeo Sub-19 de 2009 | Bielorrusia  | Campeonas    | 5        | 2     |
| Eurocopa de 2013                  | Suecia       | Primera fase | 0        | 0     |
| Eurocopa de 2017                  | Países Bajos | Semifinal    | 4        | 0     |

## Estadísticas

### Clubes
Actualizado al último partido jugado el 19 de diciembre de 2020.
| Club | Div.             | Temporada     | Liga  | Liga  | Liga   | Copas nacionales(1) | Copas nacionales(1) | Copas nacionales(1) | Copas internacionales(2) | Copas internacionales(2) | Copas internacionales(2) | Total | Total | Total  | Media goleadora(3) |
| Club | Div.             | Temporada     | Part. | Goles | Asist. | Part.               | Goles               | Asist.              | Part.                    | Goles                    | Asist.                   | Part. | Goles | Asist. | Media goleadora(3) |
| --- | ---------------- | ------------- | ----- | ----- | ------ | ------------------- | ------------------- | ------------------- | ------------------------ | ------------------------ | ------------------------ | ----- | ----- | ------ | ------------------ |
| Lincoln City Inglaterra |                  |               |       |       |        |                     |                     |                     |                          |                          |                          |       |       |        |                    |
| WPL Northern | 2005-06          | 20            | 1     |       |        |                     |                     |                     |                          |                          | 20                       | 1     |       | 0,05   |                    |
| WPL Northern | 2006-07          | 19            | 5     |       | 2      | 0                   |                     |                     |                          |                          | 21                       | 5     |       | 0,24   |                    |
| Total club | Total club       | 39            | 6     |       | 2      | 0                   |                     |                     |                          |                          | 41                       | 6     |       | 0,15   |                    |
| Leeds United Inglaterra |                  |               |       |       |        |                     |                     |                     |                          |                          |                          |       |       |        |                    |
| WPL National | 2007-08          | 15            | 2     |       | 1      | 0                   |                     |                     |                          |                          | 16                       | 2     |       | 0,12   |                    |
| WPL National | 2008-09          | 16            | 3     |       | 2      | 0                   |                     |                     |                          |                          | 18                       | 3     |       | 0,17   |                    |
| WPL National | 2009-10          | 22            | 1     |       | 4      | 1                   |                     |                     |                          |                          | 26                       | 1     |       | 0,04   |                    |
| Total club | Total club       | 53            | 6     |       | 7      | 1                   |                     |                     |                          |                          | 60                       | 7     |       | 0,12   |                    |
| Birmingham City Inglaterra |                  |               |       |       |        |                     |                     |                     |                          |                          |                          |       |       |        |                    |
| WSL | 2011             | 11            | 0     |       | 3      | 0                   |                     |                     |                          |                          | 14                       | 0     |       | 0      |                    |
| WSL | 2012             | 13            | 2     |       | 9      | 1                   |                     | 2                   | 0                        |                          | 24                       | 3     |       | 0,12   |                    |
| WSL | 2013             | 13            | 1     |       | 5      | 0                   |                     | 4                   | 0                        |                          | 22                       | 1     |       | 0,05   |                    |
| WSL | 2014             | 11            | 0     |       | 5      | 1                   |                     | 4                   | 0                        |                          | 20                       | 1     |       | 0,05   |                    |
| WSL | 2015             | 8             | 0     |       | 3      | 1                   |                     |                     |                          |                          | 11                       | 1     |       | 0,09   |                    |
| WSL | 2016             | 6             | 0     |       |        |                     |                     |                     |                          |                          | 6                        | 0     |       | 0      |                    |
| Total club | Total club       | 62            | 3     |       | 25     | 3                   |                     | 10                  | 0                        |                          | 97                       | 6     |       | 0,06   |                    |
| Notts County Inglaterra |                  |               |       |       |        |                     |                     |                     |                          |                          |                          |       |       |        |                    |
| WSL | 2016             | 8             | 0     |       | 2      | 0                   |                     |                     |                          |                          | 10                       | 0     |       | 0      |                    |
| Total club | Total club       | 8             | 0     |       | 2      | 0                   |                     |                     |                          |                          | 10                       | 0     |       | 0      |                    |
| Reading Inglaterra |                  |               |       |       |        |                     |                     |                     |                          |                          |                          |       |       |        |                    |
| WSL | 2017             | 6             | 1     |       |        |                     |                     |                     |                          |                          | 6                        | 1     |       | 0,17   |                    |
| WSL | 2017-18          | 14            | 2     |       |        |                     |                     |                     |                          |                          | 14                       | 2     |       | 0,14   |                    |
| WSL | 2018-19          | 13            | 1     |       | 3      | 0                   |                     |                     |                          |                          | 16                       | 1     |       | 0,07   |                    |
| WSL | 2019-20          | 14            | 4     |       | 7      | 0                   |                     |                     |                          |                          | 21                       | 4     |       | 0,05   |                    |
| Total club | Total club       | 47            | 8     |       | 10     | 0                   |                     |                     |                          |                          | 57                       | 8     |       | 0,14   |                    |
| Orlando Pride Estados Unidos |                  |               |       |       |        |                     |                     |                     |                          |                          |                          |       |       |        |                    |
| NWSL | 2020             |               |       |       |        |                     |                     |                     |                          |                          | 0                        | 0     |       |        |                    |
| Total club | Total club       |               |       |       |        |                     |                     |                     |                          |                          | 0                        | 0     |       | 0      |                    |
| Atlético de Madrid · España | Primera División | 2019-20       |       |       |        |                     |                     |                     | 1                        | 0                        | 0                        | 1     | 0     | 0      | 0                  |
| Atlético de Madrid · España | Primera División | 2020-21       | 11    | 0     | 0      |                     |                     |                     | 1                        | 0                        | 0                        | 12    | 0     | 0      | 0                  |
| Atlético de Madrid · España | Total club       | Total club    | 11    | 0     | 0      |                     |                     |                     | 2                        | 0                        | 0                        | 13    | 0     | 0      | 0                  |
| Total carrera | Total carrera    | Total carrera | 220   | 23    |        | 46                  | 4                   |                     | 12                       | 0                        | 0                        | 278   | 27    |        | 0,10               |
| (1) Incluye datos de la WSL Cup y FA Cup, Copa de la Reina y Supercopa de España. (2) Incluye datos de la Liga de Campeones (3) No incluye goles en partidos amistosos. |                  |               |       |       |        |                     |                     |                     |                          |                          |                          |       |       |        |                    |

### Selección
Actualizado al último partido jugado el 29 de agosto de 2019.
| Selecciones                                                                                                | Año   | Europeo(4) | Europeo(4) | Europeo(4) | Mundial (4) | Mundial (4) | Mundial (4) | Amistosos | Amistosos | Amistosos | Total | Total | Total  | Media goleadora |
| Selecciones                                                                                                | Año   | Part.      | Goles      | Asist.     | Part.       | Goles       | Asist.      | Part.     | Goles     | Asist.    | Part. | Goles | Asist. | Media goleadora |
| --- | ----- | ---------- | ---------- | ---------- | ----------- | ----------- | ----------- | --------- | --------- | --------- | ----- | ----- | ------ | --------------- |
| Sub-17 | 2005  |            |            |            |             |             |             | 1+        |           |           | 1+    |       |        |                 |
| Sub-17 | Total |            |            |            |             |             |             | 1+        |           |           | 1+    |       |        |                 |
| Sub-19 | 2007  | 5          | 1          |            |             |             |             |           |           |           | 5     | 1     |        | 0.20            |
| Sub-19 | 2008  | 7          | 3          |            |             |             |             |           |           |           | 7     | 3     |        | 0.42            |
| Sub-19 | 2009  | 8          | 2          | 1+         |             |             |             |           |           |           | 8     | 2     | 1+     | 0.25            |
| Sub-19 | Total | 20         | 6          | 1+         |             |             |             |           |           |           | 20    | 6     | 1+     | 0.30            |
| Sub-20 | 2008  |            |            |            | 3           | 0           |             |           |           |           |       |       |        | 0               |
| Sub-20 | 2010  |            |            |            | 3           | 0           |             |           |           |           | 3     | 0     |        | 0               |
| Sub-20 | Total |            |            |            | 6           | 0           |             |           |           |           | 6     | 0     |        | 0               |
| Sub-23 | 2011  |            |            |            |             |             |             | 2         | 0         |           | 2     | 0     |        | 0               |
| Sub-23 | 2012  |            |            |            |             |             |             | 2         | 0         |           | 2     | 0     |        | 0               |
| Sub-23 | Total |            |            |            |             |             |             | 4         | 0         |           | 4     | 0     |        | 0               |
| Abs | 2012  | 1          | 0          |            |             |             |             | 3         | 1         |           | 4     | 1     |        | 0.25            |
| Abs | 2013  |            |            |            | 2           | 0           |             | 1         | 0         |           | 3     | 0     |        | 0               |
| Abs | 2014  |            |            |            | 4           | 0           |             | 1         | 0         |           | 5     | 0     |        | 0               |
| Abs | 2015  |            |            |            | 6           | 0           |             | 5         | 0         |           | 11    | 0     |        | 0               |
| Abs | 2016  | 4          | 0          |            |             |             |             | 3         | 0         |           | 7     | 0     |        | 0               |
| Abs | 2017  | 4          | 0          |            | 1           | 0           |             | 8         | 0         |           | 13    | 0     |        | 0               |
| Abs | 2018  |            |            |            | 1           | 0           |             |           |           |           | 1     | 0     |        | 0               |
| Abs | 2019  |            |            |            | 4           | 0           |             | 2         | 0         |           | 6     | 0     |        | 0               |
| Abs | Total | 9          | 0          |            | 18          | 0           |             | 23        | 1         |           | 50    | 1     |        | 0.02            |
| (4) Se incluyen partidos en fases clasificatorias, no incluye Torneo de Exentos ni Torneo Desarrollo UEFA. |       |            |            |            |             |             |             |           |           |           |       |       |        |                 |

## Palmarés

### Títulos nacionales
| Título                         | Club            | País       | Año  |
| ------------------------------ | --------------- | ---------- | ---- |
| FA Women's National League Cup | Leeds United    | Inglaterra | 2010 |
| FA Cup                         | Birmingham City | Inglaterra | 2012 |

### Títulos internacionales
| Título                            | Club                    | País           | Año  |
| --------------------------------- | ----------------------- | -------------- | ---- |
| Campeonato Europeo sub-19 de 2009 | Selección de Inglaterra | Bélgica        | 2009 |
| Copa Chipre                       | Selección de Inglaterra | Chipre         | 2013 |
| Copa Chipre                       | Selección de Inglaterra | Chipre         | 2015 |
| Copa She Believes                 | Selección de Inglaterra | Estados Unidos | 2019 |